# Csepel (történelmi település)
Csepel egyike az 1950-ben, Nagy-Budapest létrehozásakor Budapesthez csatolt megyei városoknak, ma Budapest egyetlen kerülete, amely a Csepel-szigeten fekszik XXI. kerület néven.

## Fekvése
A kerület a Csepel-sziget északi részén fekszik. Nyugatról a Duna folyam, keletről pedig a Ráckevei-Duna alkotja a természetes határt. Délről Szigetszentmiklós és a Szigetszentmiklóshoz tartozó Lakihegy határolja.

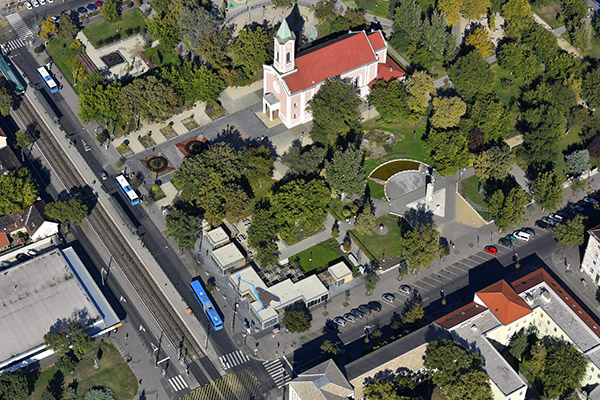
A Szent Imre téri pavilonok, légi fotó

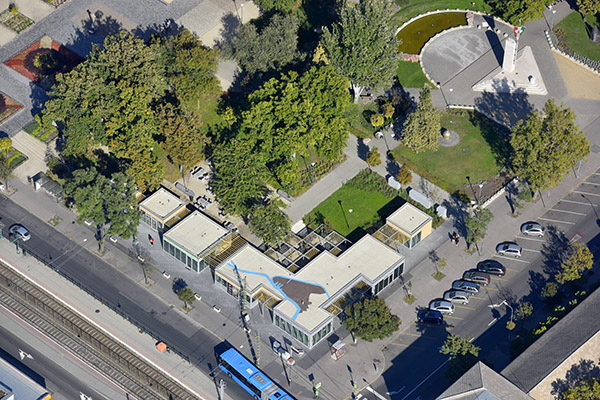
Pavilonok a Szent Imre téren, légi felvétel

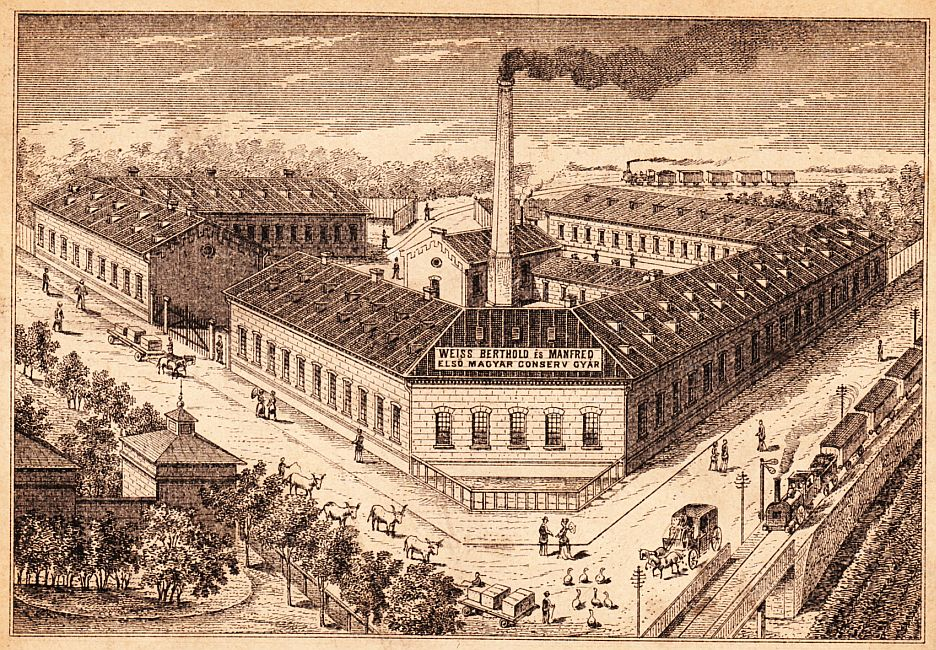
Weiss Berthold & Manfred konzerv gyár

## Története
A 19. század második felében jelentős iparosítás zajlott a területen, amelynek hatására a főváros környékének nehézipari bázisa lett. A településen számos lakótelep és kertváros jellegű körzet jött létre.
Az első világháború után a jelentős területei elvesztése mellett a tengerpart nélkül maradt ország vízi kereskedelmének feltámasztása érdelében 1912-1927 között felépült a Szabadkikötő. Onnan az 1930-as években tengerjáró hajókon szállították tovább az árukat.
1949-ben megyei város.
Önálló település 1950. január 1-jéig, amikor – számos más, főváros-környéki településsel együtt – Budapesthez csatolták.

## Gazdaság
Csepel ipari település volt. (Vas- és fémművek, papírgyár stb.)
A 20. század első felében a terület gazdaságát a Weiss Manfréd nevével fémjelzett Vas- és Fémmű határozta meg, melynek termékskálája a legszélesebb volt az egész kelet-európai régióban.
A második világháborút követően a gyár állami kézben működött tovább (kisebb-nagyobb sikereket elérve).

## Labdarúgás
A Csepel SC labdarúgó-szakosztálya főleg a 20. század 40-es – 70-es éveiben volt jelentős; többször nyert bajnoki címet. Aztán csődbe ment a 90-es évek végén. A 2006-ban újjáalakult csapat azonnal megnyerte a Budapest Bajnokság I. osztályát és felkerült az NB III-ba.

## Képgaléria

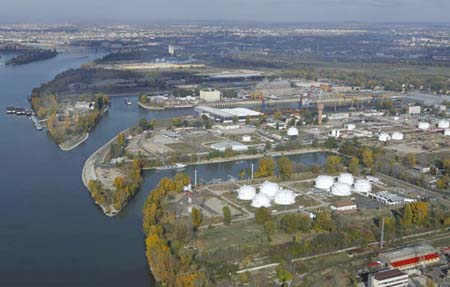
Szabadkikötő
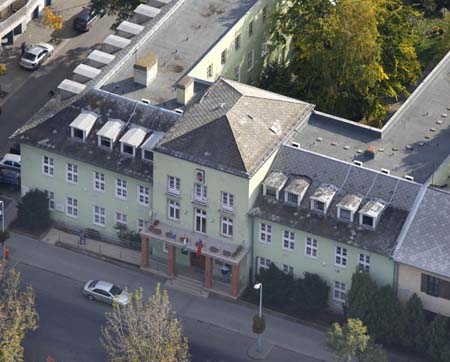
Önkormányzat
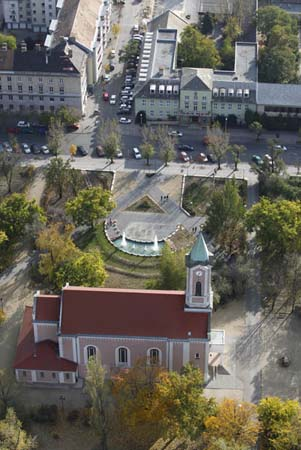
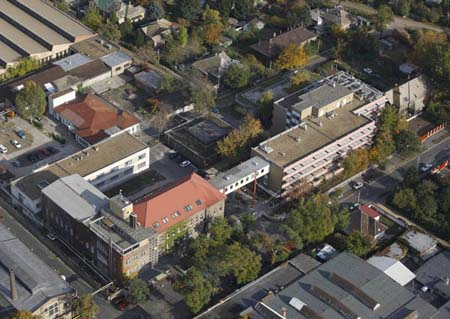
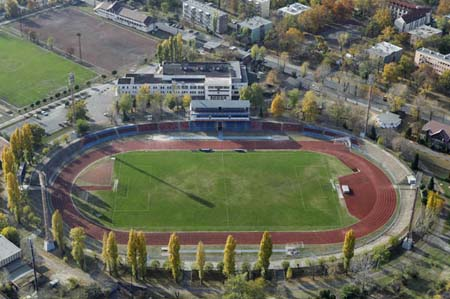